# Herzlake
Herzlake – miejscowość i gmina w Niemczech, w kraju związkowym Dolna Saksonia, w powiecie Emsland, siedziba gminy zbiorowej Herzlake.

## Geografia
Gmina Herzlake położona jest nad rzeką Hase, pomiędzy miastami Haselünne i Löningen.

## Dzielnice
- Bookhof
- Felsen
- Herzlake
- Neuenlande
- Westrum

## Współpraca
- Orneta, Polska